# Karbamat

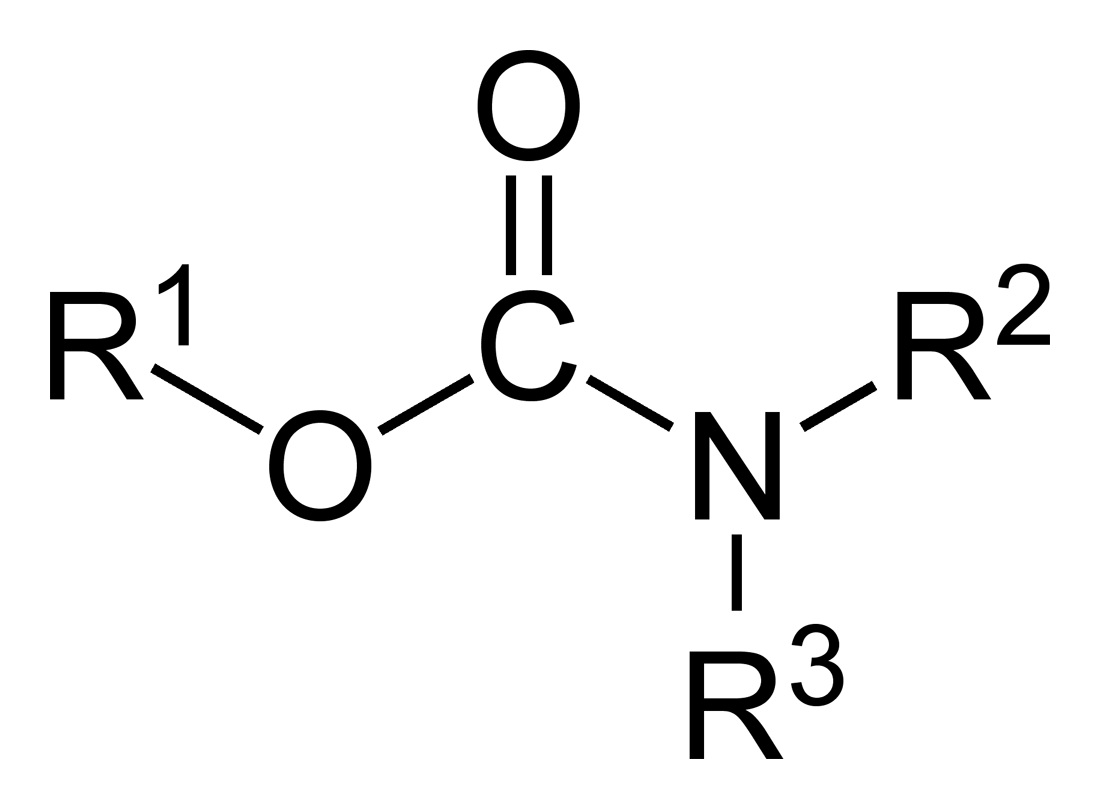
Strukturformel för en karbamatgrupp.

Karbamater är salter och estrar av karbaminsyra, H2N-CO-OH. Karbamater har strukturellt stora likheter med amider, men innehåller ytterligare en syreatom som gör den till en ester.
Karbamater är, främst i växtskyddssammanhang, namn på uretaner, föreningar som kännetecknas av atomgrupperingen -NH-CO-O-. De stör celldelning och fotosyntes och kan användas för bekämpning av flyghavre (triallat och barban) samt ogräs i grönsaksodlingar (klorprofam). Vidare har de fått användning vid svamp- och insektsbekämpning.
Karbamater hämmar kolinesteras och är nervgifter. Vissa är också allergiframkallande.